# GOLDEN☆BEST はしだのりひこ
『GOLDEN☆BEST はしだのりひこ』（ゴールデンベスト はしだのりひこ）は、はしだのりひこのベスト・アルバム。2010年12月8日発売。発売元はEMIミュージック・ジャパン。規格品番はTOCT-11262。2013年11月27日には廉価版（制作はUSMジャパン、発売元はユニバーサルミュージック合同会社、規格品番はTYCN-60173）が期間限定で発売された。

## 解説
CD帯：「沈黙」「ひとり」「風」「花嫁」など、はしだのりひこの代表曲・名作の数々を集めたベスト盤‼
各レコード会社から発売されている“ゴールデン☆ベスト”シリーズの1枚で、1969年にレコード・デビューを果たしたグループ・はしだのりひことシューベルツのほか、はしだのりひこを中心としたはしだのりひことクライマックスやはしだのりひことエンドレス、はしだのりひこのソロ楽曲で構成されたベスト・アルバムである。
初版盤（2010年12月8日発売、規格品番はTOCT-11262）のCD帯にはデジタル・リマスターと表記されている。なお、2013年盤はCD帯が異なるのみでCDパッケージ本体は初版盤と同様の発売日、規格品番であるが、CDは2013年盤の規格品番である。

## 収録曲
| #   | タイトル                                                    | 作詞                                         | 作曲               | 編曲               | 時間     |
| --- | ----------------------------------------------------------- | -------------------------------------------- | ------------------ | ------------------ | -------- |
| 1.  | 「風」(はしだのりひことシューベルツ)                        | 北山修                                       | 端田宣彦           | 青木望             | 3分31秒  |
| 2.  | 「さすらい人の子守歌」(はしだのりひことシューベルツ)        | 北山修                                       | 端田宣彦           | 青木望             | 3分13秒  |
| 3.  | 「朝陽のまえに」(はしだのりひことシューベルツ)              | 北山修                                       | 杉田二郎           | 青木望             | 3分35秒  |
| 4.  | 「さよなら」(はしだのりひことシューベルツ)                  | 加藤久美子、北山修（補作詞）                 | 端田宣彦           | 青木望             | 4分13秒  |
| 5.  | 「白い鳥にのって」(はしだのりひことシューベルツ)            | 北山修                                       | 杉田二郎           | 青木望             | 2分55秒  |
| 6.  | 「一人ぼっちの旅」(はしだのりひことシューベルツ)            | 久二比呂志                                   | 端田宣彦           | 青木望             | 3分38秒  |
| 7.  | 「海はきらいさ」(はしだのりひことシューベルツ)              | 北山修                                       | 端田宣彦           | 青木望             | 2分47秒  |
| 8.  | 「戦争は知らない（LIVE）」(はしだのりひことシューベルツ)    | 寺山修司                                     | 加藤ヒロシ         | -                  | 3分3秒49 |
| 9.  | 「花嫁」(はしだのりひことクライマックス)                    | 北山修                                       | 端田宣彦、坂庭省悟 | 青木望             | 2分52秒  |
| 10. | 「この道」(はしだのりひことクライマックス)                  | 北山修                                       | 端田宣彦           | 青木望             | 3分7秒   |
| 11. | 「ふたりだけの旅」(はしだのりひことクライマックス)          | 北山修                                       | 端田宣彦           | 青木望             | 2分47秒  |
| 12. | 「沈黙」(はしだのりひことクライマックス)                    | 端田省洋                                     | 端田宣彦           | 青木望             | 2分59秒  |
| 13. | 「時は魔法使い（結婚讃歌）」(はしだのりひことエンドレス)    | 織本瑞子、阿久悠（補作詞）                   | 端田宣彦           | 青木望             | 2分46秒  |
| 14. | 「嫁ぐ日」(はしだのりひことエンドレス)                      | 端田宣彦                                     | 端田宣彦           | 瀬尾一三           | 2分58秒  |
| 15. | 「ひとり」(はしだのりひことエンドレス)                      | 岩谷時子                                     | 端田宣彦           | 宮本光雄           | 3分4秒   |
| 16. | 「星と虹と」(はしだのりひことエンドレス)                    | 岩谷時子                                     | 端田宣彦           | 瀬尾一三、宮本光雄 | 3分6秒   |
| 17. | 「祇園の鳥居」(はしだのりひこ)                              | 端田宣彦                                     | 端田宣彦           | 青木望             | 3分34秒  |
| 18. | 「たとえば光」(はしだのりひこ)                              | 三上寛                                       | 端田宣彦           | ボブ佐久間         | 4分14秒  |
| 19. | 「星がみつめてる」(はしだのりひこ)                          | 保富康午                                     | はしだのりひこ     | 石田かつのり       | 3分54秒  |
| 20. | 「風の行方（愛媛県肱川町 イメージソング）」(はしだのりひこ) | 池田平男、端田省洋、はしだのりひこ（補作詞） | はしだのりひこ     | 萩野裕子           | 4分10秒  |